# Felice Picano

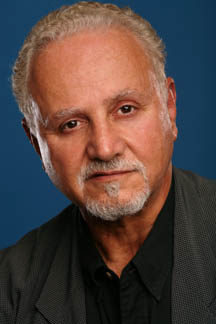
Felice Picano

Felice Picano (* 22. Februar 1944 in New York City; † 12. März 2025 in Los Angeles, Kalifornien) war ein US-amerikanischer Schriftsteller und Verleger.

## Leben
Picano wurde 1944 in New York geboren. Er gründete 1977 den Verlag SeaHorse Press und 1981 gemeinsam mit Terry Helbing und Larry Mitchell die Gay Presses of New York. Zusammen mit Andrew Holleran, Robert Ferro, Edmund White, George Whitmore, Michael Grumley und Christopher Cox gründete er 1980 in New York den literarischen Kreis The Violet Quill.
Er schrieb zu Beginn Kurzgeschichten für verschiedene Zeitschriften wie Mandate und The Advocate. Für seinen Roman Like People in History (deutsch: Diese eine Freundschaft) gewann er den Ferro-Grumley Award und für eine Kurzgeschichte den PEN Syndicated Fiction Award. Picano war Finalist für den Ernest Hemingway Award und wurde viermal für die Lambda Literary Awards nominiert. Picano lebte in West Hollywood, Kalifornien.
Picano starb im Alter von 81 Jahren infolge einer Komplikation einer Lungenentzündung im Cedars-Sinai Medical Center.

## Werke

### Als Autor
Aufsätze
- AIDS. The new crucible of faith. In: Brian Bouldry (Hrsg.): Wrestling with an angel. Faith and religion in the lives of gay men. Riverhead Books, New York 1995, ISBN 1-57322-003-5.

Autobiographien
- The collected memoirs of Felice Picano. Harrington Park Press, New York 2003ff.
- Bd. 1: Ambidextrous. The Secret Lives of Children. ISBN 1-56023-438-5 (Nachdr. d. Ausg. New York 1985).
  - Doppelbegabung. Knaur, München 1988, ISBN 3-426-01452-1
- Bd. 2: Men Who Loved Me. A Memoir in the Form of a Novel. ISBN 1-56023-442-3 (Nachdr. d. Ausg. New York 1989)
- Bd. 3: A House on the Ocean, A House on the Bay. ISBN 978-1-56023-440-1.[3]
- Bd. 4: Fred in Love. ISBN 0-299-20910-5
- Bd. 5: Art & Sex in Greenwich Village. Literary Life After Stonewall. ISBN 978-0-7867-1813-9

Erzählungen
- Expertise. In: Lawrence Schimel (Hrsg.): The Mammoth book of gay erotica. Carroll & Graf, New York 1998, ISBN 0-7867-0476-4
- Slashed to ribbons in defense of love. In: Anonymous (Hrsg.): Aphrodisiac. Fiction from Christopher Street. Coward, McCann & Geoghegan, New York 1980, ISBN 0-698-11035-8
  - deutsch in: Aphrodisiac 1. Anthologie. Hg. Edmund White. Droemer Knaur, München 1986, ISBN 3-426-01352-5
- Spices of the world. In: Graham Masterton (Hrsg.): Scare fare. Doherty Publ., New York 1990, ISBN 0-8125-1097-6
- Xmas in an apple. In: Greg Herren (Hrsg.): Upon a midnight clear. Queer Christmas Tales. Harrington Park Press, New York 2004, ISBN 1-56023-467-9
- Absolute ebony. In: Frank Coffey (Hrsg.): Modern Masters of Horro. Berkley Books, New York 1981, ISBN 0-425-10952-6
- New kid in town. In: Patricia N. Warren (Hrsg.): Nine hundred & sixty nine. West Hollywood stories. Universe Publ., Bloomington 2008, ISBN 978-0-595-53327-5

Kurzgeschichten-Sammlungen
- Twelve o'clock tales. Bold Strokes Books, Valley Falls, 2012, ISBN 978-1-60282-699-1.
- Slashed to Ribbons in Defense of Love and Other Stories. The Gay Press, New York 1983, ISBN 0-9604724-2-8.
- Tales. From a Distant Planet. French Connection Press, Paris 2006, ISBN 2-914853-05-X.

Romane
- Smart as the Devil. A novel. Arbor House, New York 1975, ISBN 0-87795-097-0.
  - Klug wie der Teufel. Fischer, Frankfurt/M. 1978, ISBN 3-596-22600-7 (EA Zürich 1976).
- Eyes. Dell Publ., New York 1975, ISBN 0-440-12427-1.
  - Spiel nicht mit Puppen. Roman. Fischer, Frankfurt/M. 1979, ISBN 3-596-22605-8 (EA Zürich 1977).
- The Mesmerist. Delacorte Press, New York 1977, ISBN 0-440-05542-3.
  - Hypnose. Roman, Droemer Knaur, München 1988, ISBN 3-426-01804-7.
- The Lure. Hard Candy Press, New York 1996, ISBN 1-56333-398-8 (EA New York 1979).
  - Gefangen in Babel. Schweizer Verlagshaus, Zürich 1981, ISBN 3-7263-6308-4.
  - Der Köder. Albino Verlag, Berlin 1993, ISBN 3-86187-501-2.
- Late in the Season. Delacorte Press, New York 1981, ISBN 0-440-04729-3.
  - Herbststürme. Lambda Edition, Hamburg 1986, ISBN 3-925495-03-7.
- An Asian Minor. The True Story of Ganymede. Seahorse Press, New York 1981, ISBN 0-933322-06-2.
- House of Cards. Delacorte Press, New York 1984, ISBN 0-385-29273-2.
- To the Seventh Power. Morrow Books, New York 1989, ISBN 0-688-06332-2.
  - Die siebte Kraft. Droemer Knaur, München 1991, ISBN 3-426-03112-4.
- Like People in History. Viking, New York 1995.
  - Diese eine Freundschaft. Gmünder Verlag, Berlin 2002, ISBN 3-86187-327-3 (Nachdr. d. Ausg. München 1997).[3][4]
- Dryland's End. Harrington Park Press, New York 2004, ISBN 1-56023-520-9 (Nachdr. d. Ausg. New York 1995).[3][5]
- Looking Glass Lives. A Novel. Alyson Books, Los Angeles 1997, ISBN 1-55583-481-7.
- The Book of Lies. Alyson Books, Los Angeles 1998, ISBN 1-55583-541-4.[3]
- Onyx. Alyson Books, Los Angeles 2001, ISBN 1-55583-640-2.

Sachbuch
- The New Joy of Gay Sex. GMP Publ., London 1992, ISBN 0-85449-214-3 (zusammen mit Charles Silverstein).
  - Die neuen Freuden der Schwulen. Ein Handbuch zum Leben und Lieben. Gmünder Verlag, Berlin 1992, ISBN 3-86187-014-2.

Gesammelte Werke
- The New York Years An. „Asian Minor“. „Slashed to Ribbons in Defense of Love“. Alyson Books, Los Angeles 2000, ISBN 1-55583-522-8.

### Als Herausgeber
- Best Gay Erotica 1999. Cleis Press, San Francisco 1999, ISBN 1-57344-048-5.
- Ambientes. New queer Latino Writing. University Press, Madison, Wisc. 2011, ISBN 978-0-299-28224-0 (zusammen mit Lázaro Lima).